# Walenty Zaborowski
Walenty Zaborowski (ur. 14 lutego 1929 w Bydgoszczy, zm. 5 czerwca 2000 w Szczecinie) – polski architekt związany ze Szczecinem. 

## Życiorys
Walenty Zaborowski zdał maturę w II Liceum Ogólnokształcącym im. Mieszka I w Szczecinie w 1948. Studiował na Wydziale Architektury Wyższej Szkoły Inżynierskiej w Szczecinie, otrzymując dyplom inżyniera architekta w 1952. Od 1961 był członkiem Stowarzyszenia Architektów Polskich. Był autorem projektów budynków mieszkalnych, obiektów użyteczności publicznej oraz wielu kościołów w Szczecinie i okolicach. Wraz z inż. bud. Ryszardem Szmiglem był autorem metody budownictwa wielkopłytowego opartej na uniwersalnym i przenośnym poligonie do produkcji prefabrykatów w obrębie placu budowy, znacząco obniżającej koszty i czas budowy.

## Projekty
- Osiedle Komuny Paryskiej w Szczecinie (1963)[3]
- zespół handlowo-usługowy przy ul. Wilczej 40 w Szczecinie (1965–1966)[4][5]
- Osiedle „Na Skarpie” w Szczecinie (1971) – współautor[6][7]
- Osiedle Książąt Pomorskich w Szczecinie (II poł. lat 70.)[8][9]
- kościół Niepokalanego Serca Najświętszej Maryi Panny w Gryfinie (1984)
- kościół św. Kazimierza w Policach (1986–1997)[10]
- kościół Przemienienia Pańskiego w Załomiu (1987)[11][9]
- kościół bł. Michała Kozala w Kliniskach Wielkich (1987–1998)[12]
- kościół Wniebowzięcia Najświętszej Maryi Panny w Międzywodziu (1989–1992)[5][13]
- kościół Wniebowzięcia Najświętszej Maryi Panny w Pogorzelicy (1990–1995)[14]
- kościół Zwiastowania Najświętszej Maryi Panny w Witkowie (1990–1993)[15]
- kościół Nawiedzenia Najświętszej Maryi Panny w Szczecinie-Dąbiu (1991–1993)[16][9]
- kościół św. Józefa Opiekuna Rodzin w Wisełce (1991–1993)[5]
- kościół Nawiedzenia Najświętszej Maryi Panny w Przecławiu (1992–1993)[17]
- kościół Przemienienia Pańskiego w Szczecinie-Gumieńcach (1993–1996)[5][9]
- kościół św. Dominika Savio w Morzyczynie (1994–1998)[18]
- kościół św. Dominika w Szczecinie (1996–2001)[5][9][19]
- kościół św. Faustyny w Koninie[20]
- kościół Matki Boskiej Fatimskiej w Nowogardzie (1996–2008)[21]
- Kościół Matki Boskiej Częstochowskiej w Dargobądzu (1997–2005)[22]
- plebania oraz rekonstrukcja wieży i dachu kościoła św. Jana Chrzciciela w Szczecinie[5][23]
- rekonstrukcja XV-wiecznego kościoła Narodzenia Najświętszej Maryi Panny w Klępinie (1990–1992)[24]
- rekonstrukcja kościoła św. Barbary w Bielinku (1993–1995)[25]